# Лобозев-Дольни
Лобозев-Дольни (пол. Łobozew Dolny) — село в Польщі, у гміні Устрики-Долішні Бещадського повіту Підкарпатського воєводства.
Населення — 278 осіб (2011).
У 1975-1998 роках село належало до Кросненського воєводства.

## Демографія
Демографічна структура станом на 31 березня 2011 року:
|          | Загалом | Допрацездатний вік | Працездатний вік | Постпрацездатний вік |
| -------- | ------- | ------------------ | ---------------- | -------------------- |
| Чоловіки | 147     | 36                 | 97               | 14                   |
| Жінки    | 131     | 16                 | 78               | 37                   |
| Разом    | 278     | 52                 | 175              | 51                   |